# 투바 뷔위퀴스튄
투바 뷔위퀴스튄(튀르키예어: Tuba Büyüküstün, 1982년 7월 5일 ~ )는 터키의 배우이다.

## 출연 작품
- 이스탄불 레드 (2017)
- 조금만 더 (2017)
- 정글 (2015)
- 에스크 유어 하트 (2010)
- 마이 파더 앤 마이 선 (2005)